# Phaseolus mollis
Phaseolus mollis là một loài thực vật có hoa trong họ Đậu. Loài này được Hook. f. miêu tả khoa học đầu tiên năm 1847.